# Vexin-sur-Epte
Vexin-sur-Epte ist eine französische Gemeinde mit 6.026 Einwohnern (Stand: 1. Januar 2022) im Département Eure in der Region Normandie. Sie gehört zum Arrondissement Les Andelys und zum gleichnamigen Kanton.
Sie entstand mit Wirkung vom 1. Januar 2016 als Commune nouvelle durch die Zusammenlegung von 14 Gemeinden des damaligen Gemeindeverbandes Communauté de communes Epte-Vexin-Seine. Die bis dahin selbstständigen Gemeinden Berthenonville, Bus-Saint-Rémy, Cahaignes, Cantiers, Civières, Dampsmesnil, Écos, Fontenay-en-Vexin, Forêt-la-Folie, Fourges, Fours-en-Vexin, Guitry, Panilleuse und Tourny besitzen die in der neuen Gemeinde den Status einer Commune déléguée. Der Verwaltungssitz befindet sich im Ort Écos.

## Gliederung
| Ortsteil                 | ehemaliger INSEE-Code | Fläche (km²) | Einwohnerzahl (2021) |
| ------------------------ | --------------------- | ------------ | -------------------- |
| Berthenonville           | 27060                 | 05,92        | .0246                |
| Bus-Saint-Rémy           | 27121                 | 07,77        | .0341                |
| Cahaignes                | 27122                 | 09,54        | .0345                |
| Cantiers                 | 27128                 | 02,28        | .0226                |
| Civières                 | 27160                 | 07,77        | .0219                |
| Dampsmesnil              | 27197                 | 05,61        | .0197                |
| Écos (Verwaltungssitz)00 | 27213                 | 15,23        | 1071                 |
| Fontenay-en-Vexin        | 27255                 | 06,76        | .0252                |
| Forêt-la-Folie           | 27257                 | 11,02        | .0482                |
| Fourges                  | 27262                 | 07,72        | .0763                |
| Fours-en-Vexin           | 27264                 | 05,92        | .0194                |
| Guitry                   | 27308                 | 08,13        | .0256                |
| Panilleuse               | 27449                 | 08,87        | .0463                |
| Tourny                   | 27653                 | 11,95        | .0935                |

## Geographie
Die Gemeinde liegt rund 50 Kilometer südöstlich des Stadtzentrums von Rouen in der Landschaft Vexin Normand. An der östlichen Gemeindegrenze verläuft der Fluss Epte. Nachbargemeinden sind:
- Villers-en-Vexin und Les Thilliers-en-Vexin im Norden,
- Authevernes, Château-sur-Epte und Montreuil-sur-Epte im Nordosten,
- Bray-et-Lû im Osten,
- Amenucourt im Südosten,
- Gasny im Süden,
- Heubécourt-Haricourt und Tilly im Südwesten,
- Mézières-en-Vexin im Westen sowie
- Guiseniers, Harquency und Mouflaines im Nordwesten.